# Емельянов, Владимир Михайлович
Емельянов Владимир Михайлович (род. 11 февраля 1948, Николаев) — кандидат технических наук (1976), профессор (1992); Черноморского государственного университета имени Петра Могилы, директор Института государственного управления.

## Биография
Родился 11.02.1948 в городе Николаев; русский; жена Татьяна Владимировна; сын Константин.
Образование: Николаевский кораблестроительный институт (1966—1972), инженер-механик; кандидатская диссертация связана с разработкой технологий в ракетно-космической отрасли (1976).
В марте 2006 — кандидат в народные депутаты Украины от Блока НДП, № 35 в списке. На время выборов: проректор Николаевского государственного гуманитарного университета имени Петра Могилы, член НДП.
Народный депутат Украины 2-го созыва с апреля 1994 (2-й тур) до апреля 1998, Заводской избирательный округ № 283, Николаев. области, выдвинут трудовым коллективом. Заместитель председателя Комитета по вопросам базовых отраслей и социально-экономического развития регионов. Член группы «Реформы». На время выборов: Николаевская облгосадминистрация, председатель комитета по экономики и регион. проблем.
- С 04.1972—04.1974 — инженер-исследователь, 04.1974—11.1976 — аспирант кафедры технологии и оборудования сварочного производства, 09.1972—09.1976 — секретарь комсомольской организации, 11.1976—11.1982 — ассистент, доцент Николаев кораблестроительного института; с.н.с., нач. сектора, начальник научно-исследовательской лаборатории по внедрению в производство технологий и оборудования электронно-лучевой обработки материалов, НИИ технологии и оборудование судового машиностроения «Сириус».
- 04.1985—10.1988 — научный руководитель по внедрению электронно-лучевых технологий Министерства судостроительной промышленности СССР.
- 10.1988—10.1991 — член Заводского райкома КПУ города Николаева.
- С 03.1990 — депутат Николаевского горсовета народных депутатов.
- С 04.1992 — начальник отдела народных хозяйственных проблем и конверсии, 04.1993—02.1994 — руководитель комитета экономики и региональных проблем Николаевской облгосадминистрации.
- 11.1992—02.1994 — председатель чрезвычайной комиссии по энергетики в Николаевской области.
- 08.1998—03.2000 — заместитель Председателя Национального агентства Украины по управлению корпоративными правами.
- 05.2000—10.2001 — финансовый директор Секретариата НДП.
- 10.2001—06.2002 — начальник Николаевского морского торгового порта.
- С 12.2003 — заместитель председателя облгосадминистрации.

Был членом политисполкома НДП (с 12.2002); член Политсовета НДП (с 02.1996), председатель Николаевской областной организации НДП.
Лауреат премии АНУ (1980), премии Совета Министров СССР (1991). Серебряная медаль ВДНХ в области науки и техники. Орден «За заслуги» ІІІ степени (06.1997). Почетная грамота КМ Украины (2000). Почетная грамота Верховной Рады Украины (2003).
Мастер спорта по плаванию, чемпион и призёр первенств Украинской ССР (1963—1967).
Автор (соавтор) более 60 научных работ, 6 автор. свидетельств. Член-корреспондент АН технологической кибернетики Украины (04.1992).
Увлечения: футбол, теннис, бадминтон, литература, работа на приусадебном участке.

## Источник
- Справка Архивная копия от 5 марта 2016 на Wayback Machine